# Faucon-du-Caire
Faucon-du-Caire är en kommun i departementet Alpes-de-Haute-Provence i regionen Provence-Alpes-Côte d'Azur i sydöstra Frankrike. Kommunen ligger  i kantonen Turriers som ligger i arrondissementet Forcalquier. År 2022 hade Faucon-du-Caire 62 invånare.

## Befolkningsutveckling
Antalet invånare i kommunen Faucon-du-Caire
Referens: INSEE